# 8. vlada Republike Slovenije
8. vlada Republike Slovenije je bila vlada Republike Slovenije, ki je svoj mandat začela 3. decembra 2004 in končala 21. novembra 2008. Za predsednika vlade je bil izvoljen prvak Slovenske demokratske stranke Janez Janša, poleg SDS pa so koalicijo tvorile še Nova Slovenija, Slovenska ljudska stranka in Demokratična stranka upokojencev Slovenije. Vlado je najbolj zaznamovalo prvo predsedovanje Slovenije Evropski uniji, s čimer je premier Janez Janša pol leta opravljal tudi funkcijo predsednika Evropskega sveta. 
Do danes je 8. slovenska vlada bila zadnja, ki je svoj mandat izpeljala do konca.

## Zgodovina
Na državnozborskih volitvah leta 2004 je 29 % odstotkov glasov prejela Slovenska demokratska stranka in je tako postala najmočnejša parlamentarna stranka. Za mandatarja je predlagala predsednika stranke, Janeza Janšo, ki ga je predsednik Republike Slovenije Janez Drnovšek tudi potrdil.
Prvo interpelacijo proti delu Vlade oz. posameznemu ministru je bila vložena v oktobru 2006 in sicer proti ministru za kulturo Vasku Simonitiju, ki pa jo je Državni zbor Republike Slovenije zavrnil 30. novembra istega leta. 
1. decembra 2006 je bila opravljena prva sprememba v ministrskem zboru, saj je Državni zbor RS, na predlog Janeza Janša, sprejel razrešitev ministra za delo, družino in socialne zadeve mag. Janeza Drobniča. 
12. decembra 2006 je Državni zbor začel preučevati drugo interpelacijo, ki jo je vložila Liberalna demokracija Slovenije 11. oktobra; tokrat proti ministru za zdravje Andreju Bručanu Interpelacija je bila zavrnjena naslednji dan.
30. avgusta 2007 so ministri za zdravje Andrej Bručan, minister za promet Janez Božič in minister za visoko šolstvo, znanost in tehnologijo Jure Zupan podali odstopno izjavo; Janša je njihov odstop sprejel.

## Koalicija
- Slovenska demokratska stranka (SDS)
- Nova Slovenija - Krščanska ljudska stranka (NSi)
- Slovenska ljudska stranka (SLS)
- Demokratična stranka upokojencev Slovenije (DeSUS)

## Položaji
| Služba                                                   | Položaj                                    | Ime                  | Slika | Stranka | Državni sekretarji | Trajanje mandata                       |
| -------------------------------------------------------- | ------------------------------------------ | -------------------- | ----- | ------- | ------------------ | -------------------------------------- |
| Vlada Republike Slovenije                                | Predsednik vlade                           | Janez Janša          |       | SDS     |                    |                                        |
| Ministrstvo za finance                                   | Minister                                   | Andrej Bajuk         |       | NSi     |                    | 3. december 2004 - 21. november 2008   |
| Ministrstvo za notranje zadeve                           | Minister                                   | Dragutin Mate        |       | SDS     |                    | 3. december 2004 - 21. november 2008   |
| Ministrstvo za zunanje zadeve                            | Minister                                   | Dimitrij Rupel       |       | SDS     |                    | 3. december 2004 - 21. november 2008   |
| Ministrstvo za pravosodje                                | Minister                                   | Lovro Šturm          |       |         |                    | 3. december 2004 - 21. november 2008   |
| Ministrstvo za obrambo                                   | Minister                                   | Karl Erjavec         |       | DeSUS   |                    | 3. december 2004 - 21. november 2008   |
| Ministrstvo za delo, družino in socialne zadeve          | Minister                                   | Janez Drobnič        |       | NSi     |                    | 3. december 2004 - 1. december 2006    |
| Ministrstvo za delo, družino in socialne zadeve          | Ministrica                                 | Marjeta Cotman       |       |         |                    | 18. december 2006 - 21. november 2008  |
| Ministrstvo za gospodarstvo                              | Minister                                   | Andrej Vizjak        |       | SDS     |                    | 3. december 2004 - 21. november 2008   |
| Ministrstvo za kmetijstvo, gozdarstvo in prehrano        | Ministrica                                 | Marija Lukačič       |       |         |                    | 3. december 2004 - 29. januar 2007     |
| Ministrstvo za kmetijstvo, gozdarstvo in prehrano        | Minister                                   | Iztok Jarc           |       |         |                    | 6. marec 2007 - 21. november 2008      |
| Ministrstvo za kulturo                                   | Minister                                   | Vasko Simoniti       |       | SDS     |                    | 3. december 2004 - 21. november 2008   |
| Ministrstvo za okolje in prostor                         | Minister                                   | Janez Podobnik       |       | SLS     |                    | 3. december 2004 - 21. november 2008   |
| Minister za promet                                       | Minister                                   | Janez Božič          |       |         |                    | 3. december 2004 - 30. avgust 2007     |
| Minister za promet                                       | Minister                                   | Radovan Žerjav       |       | SLS     |                    | 11. september 2007 - 21. november 2008 |
| Minister za šolstvo in šport                             | Minister                                   | Milan Zver           |       | SDS     |                    | 3. december 2004 - 21. november 2008   |
| Ministrstvo za zdravje                                   | Minister                                   | Andrej Bručan        |       |         |                    | 3. december 2004 - 30. avgust 2007     |
| Ministrstvo za zdravje                                   | Ministrica                                 | Zofija Mazej Kukovič |       | SDS     |                    | ? - 21. november 2008                  |
| Ministrstvo za javno upravo                              | Minister                                   | Gregor Virant        |       | SDS     |                    | 3. december 2004 - 21. november 2008   |
| Ministrstvo za visoko šolstvo, znanost in tehnologijo    | Minister                                   | Jure Zupan           |       |         |                    | 3. december 2004 - 30. avgust 2007     |
| Ministrstvo za visoko šolstvo, znanost in tehnologijo    | Ministrica                                 | Mojca Kucler Dolinar |       | NSi     |                    | ? - 21. november 2008                  |
| Ministrstvo za lokalno samoupravo in regionalno politiko | Minister                                   | Ivan Žagar           |       | SLS     |                    |                                        |
| Služba Vlade Republike Slovenije za razvoj               | Minister brez listnice pristojen za razvoj | Jože P. Damijan      |       |         |                    |                                        |
| Služba Vlade Republike Slovenije za razvoj               | Minister brez listnice pristojen za razvoj | Žiga Turk            |       | SDS     |                    | 6. marec 2007 - 21. november 2008      |